# Peter Krebs (Jurist)
Peter Krebs (* 24. Februar 1961 in Berlin) ist ein deutscher Jurist.

## Leben
Von 1981 bis 1986 studierte er Jura an der Universität zu Köln. Von 1986 bis 1989 war er wissenschaftlicher Mitarbeiter am Lehrstuhl für Bürgerliches Recht, Arbeitsrecht und Handelsrecht an der Universität zu Köln (Manfred Lieb). Von 1989 bis 1992 war er Referendar im Oberlandesgerichtsbezirk Köln und wissenschaftliche Hilfskraft am oben genannten Lehrstuhl. Nach der Promotion 1990 an der Universität zu Köln war er von 1992 bis 1996 wissenschaftlicher Assistent am oben genannten Lehrstuhl. Nach der Habilitation 1999 an der Universität zu Köln ist er seit 2001 Inhaber des Lehrstuhls für Bürgerliches Recht und Wirtschaftsrecht an der Universität Siegen. Dort war er von 2004 bis 2008 Dekan des Fachbereichs Wirtschaftswissenschaften, Wirtschaftsinformatik und Wirtschaftsrecht. Seit 2011 ist er Prodekan für Forschung.

## Schriften (Auswahl)
- Geschäftsführungshaftung bei der GmbH & Co. KG und das Prinzip der Haftung für sorgfaltswidrige Leitung. Baden-Baden 1991, ISBN 3-7890-2367-1.
- Sonderverbindung und außerdeliktische Schutzpflichten. München 2000, ISBN 3-406-46429-7.
- mit Maximilian Becker: Lexikon des Wettbewerbsrechts. Kartellrecht und Lauterkeitsrecht. München 2015, ISBN 3-406-66461-X.
- mit Stefanie Jung: Die Vertragsverhandlung. Taktische, strategische und rechtliche Elemente. Wiesbaden 2016, ISBN 3-658-11203-4.